# Resolutie 2205 Veiligheidsraad Verenigde Naties
Resolutie 2205 van de Veiligheidsraad van de Verenigde Naties werd unaniem aangenomen door de VN-Veiligheidsraad op 26 februari 2015. De resolutie verlengde de vredesmacht in Abyei, een regio op de grens tussen Soedan en Zuid-Soedan, opnieuw met vier-en-een-halve maand.

## Achtergrond
Al in de jaren 1950 was het zwarte zuiden van Soedan in opstand gekomen tegen het overheersende Arabische noorden. De vondst van aardolie in het zuiden maakte het conflict er enkel maar moeilijker op. In 2002 kwam er een staakt-het-vuren en werden afspraken gemaakt over de verdeling van de olie-inkomsten. Verschillende rebellengroepen waren hiermee niet tevreden en in 2003 ontstond het conflict in Darfur tussen deze rebellen en de door de regering gesteunde janjaweed-milities. Die laatsten gingen over tot etnische zuiveringen en in de volgende jaren werden in Darfur grove mensenrechtenschendingen gepleegd waardoor miljoenen mensen op de vlucht sloegen. In februari 2011 stemde een overgrote meerderheid van de inwoners van Zuid-Soedan in een referendum voor onafhankelijkheid. De regio Abyei, die tussen Noord- en Zuid-Soedan lag, werd echter door beide partijen opgeëist, wat tot veel geweld leidde waardoor meer dan 100.000 inwoners op de vlucht sloegen.

## Inhoud
De inspanningen van Soedan en Zuid-Soedan om de Veilige Gedemilitariseerde Grenszone te demilitariseren en het Gezamenlijk Grenstoezichtsmechanisme en het plan van de Afrikaanse Unie in te voeren waren vastgelopen. Onder meer omdat Zuid-Soedan het oneens bleef met de middenlijn van de grenszone, een tijdelijk gebrek aan vliegtuigen, de weigeringen van toegang tot de regio en de gespannen situatie nabij de stad Kaduqli, ten noordoosten van Abyei.
De onderhandelingen over de definitieve status van Abyei moesten onmiddellijk hervat worden. De akkoorden moesten worden uitgevoerd en het bestuur en de politie in de regio opgericht. Ook moest Soedan haar oliepolitie in Diffra terugtrekken. (volgens Soedan was deze politie aanwezig rondom de olie-installaties aldaar, net omdat het onveilig was in de regio) Beide partijen moesten zich terughoudender opstellen en onderhandelen in plaats van elkaar provoceren en naar geweld grijpen.
Het mandaat van de Interim Veiligheidsmacht voor Abyei werd verlengd tot 15 juli 2015. De vredesmacht moest onder meer bescherming bieden aan het Grenstoezichtsmechanisme en samenwerken met de Misseriya en de Ngok Dinka-gemeenschappen in Abyei aan de ordehandhaving.

## Verwante resoluties
- Resolutie 2179 Veiligheidsraad Verenigde Naties (2014)
- Resolutie 2187 Veiligheidsraad Verenigde Naties (2014)
- Resolutie 2206 Veiligheidsraad Verenigde Naties
- Resolutie 2223 Veiligheidsraad Verenigde Naties

Lijst ·  2196 ·  2197 ·  2198 ·  2199 ·  2200 ·  2201 ·  2202 ·  2203 ·  2204 ·  2205 ·  2206 ·  2207 ·  2208 ·  2209 ·  2210 ·  2211 ·  2212 ·  2213 ·  2214 ·  2215 ·  2216 ·  2217 ·  2218 ·  2219 ·  2220 ·  2221 ·  2222 ·  2223 ·  2224 ·  2225 ·  2226 ·  2227 ·  2228 ·  2229 ·  2230 ·  2231 ·  2232 ·  2233 ·  2234 ·  2235 ·  2236 ·  2237 ·  2238 ·  2239 ·  2240 ·  2241 ·  2242 ·  2243 ·  2244 ·  2245 ·  2246 ·  2247 ·  2248 ·  2249 ·  2250 ·  2251 ·  2252 ·  2253 ·  2254 ·  2255 ·  2256 ·  2257 ·  2258 ·  2259